# Scolobates nigriabdominalis
Scolobates nigriabdominalis är en stekelart som beskrevs av Tohru Uchida 1952. Scolobates nigriabdominalis ingår i släktet Scolobates och familjen brokparasitsteklar. Inga underarter finns listade i Catalogue of Life.